# Ibn asch-Schatir
Ibn asch-Schatir (arabisch ابن الشاطر, DMG Ibn aš-Šāṭir, auch al-Shatir; oder Abu l-Hasan ʿAla' ad-Din ibn ʿAli ibn Ibrahim ibn Muhammad / أبو الحسن علاء الدين بن علي بن إبراهيم بن محمد / Abū l-Ḥasan ʿAlāʾ ad-Dīn b. ʿAlī b. Ibrāhīm b. Muḥammad; * 1304 in Damaskus; † 1375 ebenda) war ein arabischer Astronom, Mathematiker und Erfinder.

## Leben

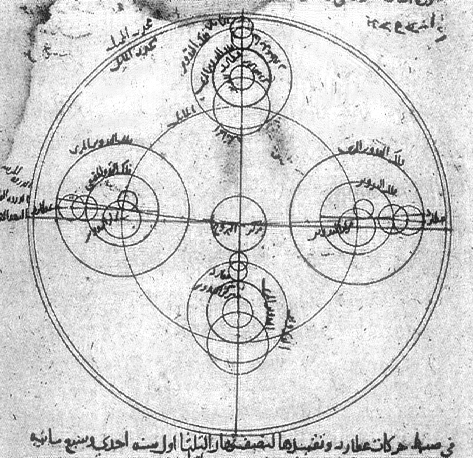
Ibn asch-Schatirs Modell für Merkur.

Er stellte durch Beobachtung fest, dass das Sonnenapogäum nicht genau mit der Geschwindigkeit der Präzession wanderte (nämlich mit 1° pro 60 Persischen Jahren gegenüber 1° pro 70 Persischen Jahren), sich also bezüglich der Fixsterne eigenständig bewegte (siehe Apsidendrehung).
Ibn asch-Schatir stand in der Tradition der Maragha-Schule. Er verbesserte das System von Claudius Ptolemäus, indem er in seiner Abhandlung Kitab Nihayat as-Sulfi Tashih al-Usul die Notwendigkeit eines Äquanten auflöste. Der Äquant war in der Epizykeltheorie eine Hilfskonstruktion, die den scheinbaren Mittelpunkt der gleichförmigen Kreisbewegung darstellt, aber weder mit dem Mittelpunkt der Kreisbahn noch dem Standpunkt der Erde übereinstimmt. Er führte einen zusätzlichen Epizykel ein, was vom ptolemäischen System (in derselben Weise wie später auch Nicolaus Copernicus) abwich. Er führte damit mathematisch ähnliche Modifikationen wie Kopernikus ein, obwohl er selbst beim geozentrischen System blieb. Es ist deshalb vermutet worden, dass Ibn asch-Schatir Kopernikus beeinflusste.
1371/1372 konstruierte er eine große Sonnenuhr für die Umayyaden-Moschee in Damaskus. 1371 führte er die Einteilung des Tages in über das ganze Jahr gleiche Stunden ein.
Siehe auch:
- Heliozentrisches Weltbild
- Georg von Peuerbach und Johannes Engel für mögliche Übertragungswege zu Nicolaus Copernicus

## Schriften
- Talic al-Arsad. (Beobachtungen, verloren?)
- Kitab nihayat al-sul fi tashih al-usul.
- Al-Zij al-Jadid. (Neues astronomisches Handbuch)